# Rheocles
Rheocles – rodzaj ryb aterynokształtnych z rodziny Bedotiidae. Wcześniej zaliczane były do rodziny tęczankowatych.

## Klasyfikacja
Gatunki zaliczane do tego rodzaju:
- Rheocles alaotrensis
- Rheocles derhami
- Rheocles lateralis
- Rheocles pellegrini
- Rheocles sikorae
- Rheocles vatosoa
- Rheocles wrightae